# Studie NASA o čistém ovzduší

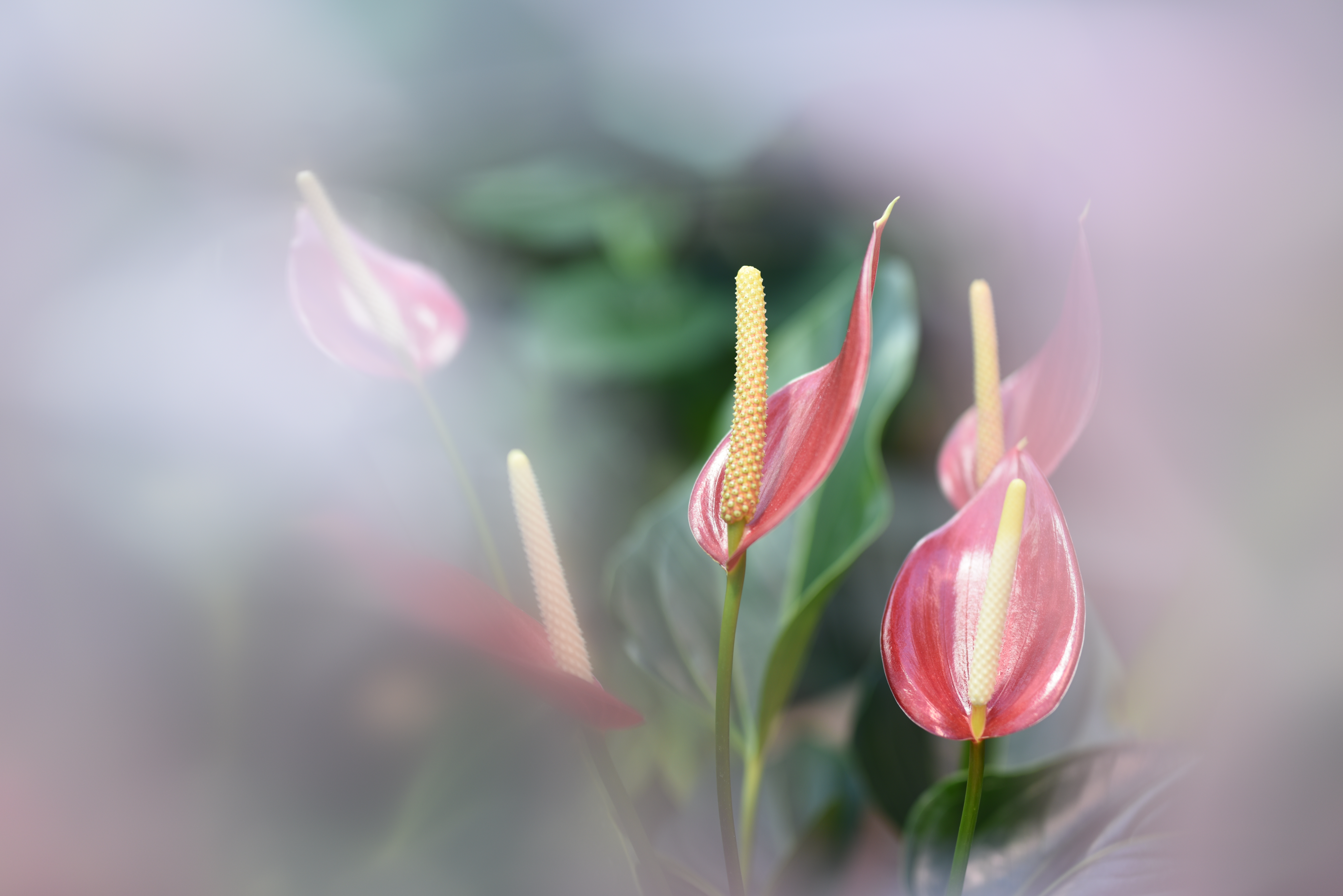
Jednou z rostlin v této studii je toulitka.

Studie NASA o čistém ovzduší je projekt vedený Národním úřadem pro letectví a vesmír (NASA) ve spolupráci s Associated Landscape Contractors of America (ALCA) na výzkum způsobů čištění vzduchu ve vesmírných stanicích.  Jejich výsledky ukázaly, že kromě absorpce oxidu uhličitého a uvolňování kyslíku fotosyntézou mohou některé běžné pokojové rostliny poskytnout také přirozený způsob odstraňování toxických látek, jako je benzen, formaldehyd a trichlorethylen ze vzduchu. 
Ze studie dále vyplývá, že účinné čištění vzduchu provádí jedna rostlina na ploše o rozloze 9,3 m2, ale studie byla provedena za podmínek v uzavřených vesmírných stanicích a provedený výzkum od té doby vykazoval smíšené výsledky v domácnosti nebo v kanceláři. 
Jiná studie z roku 2004 ukázala, že mikroorganismy v půdě u rostliny v květináčích odstraňují benzen ze vzduchu a některé rostlinné druhy též přispívají k odstranění benzenu. 

## Seznam rostlin filtrujících vzduch
První seznam rostlin filtrujících vzduch NASA sestavilo a publikovalo v roce 1989 jako součást studie.     Další seznamy byly později publikovány v knize Jak vypěstovat čerstvý vzduch a dokumentu Rostliny a půdní mikroorganismy: odstranění formaldehydu, xylenu a amoniaku z vnitřního prostředí B. C. Wolvertona a soustředily se na odstraňování specifických chemikálií.
| Rostliny                                                   | benzen | Celkem odstraněno µg/h benzenu | formaldehyd | Celkem odstraněno µg/h formaldehydu | trichlorethylen | Celkem odstraněno µg/h trichlorethylenu | xylen a toluen | amoniak | Toxické pro psy a kočky |
| ---------------------------------------------------------- | ------ | ------------------------------ | ----------- | ----------------------------------- | --------------- | --------------------------------------- | -------------- | ------- | ----------------------- |
| Datlovník (Phoenix roebelenii)                             | Ne     |                                | Ano         | 1,385                               | Ne              |                                         | Ano            | Ne      | netoxické               |
| Palma areková (Dypsis lutescens)                           | Ne     |                                | Ano         |                                     | Ne              |                                         | Ano            | Ne      | netoxické               |
| Ledviník ztepilý (Nephrolepis exaltata 'Bostoniensis')     | Ne     |                                | Ano         | 1,863                               | Ne              |                                         | Ano            | Ne      | netoxické               |
| Nephrolepis obliterata (Nephrolepis obliterata)            | Ne     |                                | Ano         | 1,328                               | Ne              |                                         | Ano            | Ne      | netoxické               |
| Břečťan popínavý (Hedera helix)                            | Ano    | 579                            | Ano         | 402 -1,120                          | Ano             | 298                                     | Ano            | Ne      | toxické                 |
| Zelenec (Chlorophytum comosum)                             | Ne     |                                | Ano         | 560                                 | Ne              |                                         | Ano            | Ne      | netoxické               |
| Šplhavnice zlatá, šplhavník potosovec (Epipremnum aureum)  | Ano    |                                | Ano         |                                     | Ne              |                                         | Ano            | Ne      | toxické                 |
| Lopatkovec (Spathiphyllum)                                 | Ano    | 1,725                          | Ano         | 674                                 | Ano             | 1,128                                   | Ano            | Ano     | toxické                 |
| Toulitka (Anthurium andraeanum)                            | Ne     |                                | Ano         |                                     | Ne              |                                         | Ano            | Ano     | toxické                 |
| Aglanomea čínská (Aglaonema modestum)                      | Ano    | 604                            | Ano         | 183                                 | Ne              |                                         | Ne             | Ne      | toxické                 |
| Palma horská (Chamaedorea seifrizii)                       | Ano    | 1,420                          | Ano         | 3,196                               | Ano             | 688                                     | Ano            | Ne      | netoxické               |
| Tchýnin jazyk (Sansevieria trifasciata 'Laurentii')        | Ano    | 1196                           | Ano         | 1,304                               | Ano             | 405                                     | Ano            | Ne      | toxické                 |
| Filodendron cordatum (Philodendron cordatum)               | Ne     |                                | Ano         | 353                                 | Ne              |                                         | Ne             | Ne      | toxické                 |
| Filodendron bipinnatifidum (Philodendron bipinnatifidum)   | Ne     |                                | Ano         | 361                                 | Ne              |                                         | Ne             | Ne      | toxické                 |
| Sloní ucho (Philodendron domesticum)                       | Ne     |                                | Ano         | 416                                 | Ne              |                                         | Ne             | Ne      | toxické                 |
| Dracéna, dračinec (Dracaena marginata)                     | Ano    | 1,264                          | Ano         | 853                                 | Ano             | 1,137                                   | Ano            | Ne      | toxické                 |
| Dracéna, dračinec (Dracaena fragrans 'Massangeana')        | Ano    |                                | Ano         | 938                                 | Ano             | 421                                     | Ne             | Ne      | toxické                 |
| Fíkovník drobnolistý, fíkus benjamín (Ficus benjamina)     | Ne     |                                | Ano         | 940                                 | Ne              |                                         | Ano            | Ne      | toxické                 |
| Gerbera jamesonii (Gerbera jamesonii)                      | Ano    | 4,486                          | Ano         |                                     | Ano             | 1,622                                   | Ne             | Ne      | netoxické               |
| Listopadka zahradní, chyzantéma (Chrysanthemum morifolium) | Ano    | 3,205                          | Ano         | 1,450                               | Ano             |                                         | Ano            | Ano     | toxické                 |
| Fíkovník pryžodárný (Ficus elastica)                       | Ne     |                                | Ano         |                                     | Ne              |                                         | Ne             | Ne      | toxické                 |
| Orchidej dendrobij (Dendrobium spp.)                       | Ne     |                                | Ne          |                                     | Ne              |                                         | Ano            | Ne      | netoxické               |
| Difenbachie (Dieffenbachia spp.)                           | Ne     |                                | Ne          |                                     | Ne              |                                         | Ano            | Ne      | toxické                 |
| Homalomena wallisii (Homalomena wallisii)                  | Ne     |                                | Ne          |                                     | Ne              |                                         | Ano            | Ne      | toxické                 |
| Orchidej Phalaenopsis (Phalaenopsis spp.)                  | Ne     |                                | Ne          |                                     | Ne              |                                         | Ano            | Ne      | netoxické               |
| Aloe vera (Aloe vera)                                      | Ano    |                                | Ano         |                                     | Ne              |                                         | Ne             | Ne      | toxické                 |
| Dracéna, dračinec (Dracaena deremensis "Janet Craig")      | Ano    | 1,082                          | Ano         | 1,361 - 2,037                       | Ano             | 764                                     | Ne             | Ne      | toxické                 |
| Dracéna, dračinec (Dracaena deremensis "Warneckei")        | Ano    | 1,630                          | Ano         | 760                                 | Ano             | 573                                     | Ne             | Ne      | toxické                 |
| Banánovník (Musa acuminata)                                | Ne     |                                | Ano         | 488                                 | Ne              |                                         | Ne             | Ne      | netoxické               |